# Konfident (film)
Konfident (ang. The Informer) – polski film krótkometrażowy z 2011 roku w reżyserii Rafała Kapelińskiego.

## Fabuła
„Film o wielkiej polityce i naszym małym, codziennym życiu, o prawdzie i rodzinnych kłamstwach, o miłości i samotności. O tym, że podstawą życia jest nie dać się w tym wszystkim zwariować”.

## Obsada
Obsada filmu
- Wiesław Sławik
- Kazimierz Mazur
- Andrzej Szopa
- Andrzej Szewczak
- Bogumiła Murzyńska
- Marcin Nowak
- Robert Antochów
- Daniel Józefowicz

## Nominacje
Film otrzymał kilka nominacji do nagród filmowych::
- 2011: Nominacja Złote Lwy – Konkurs Młodego Kina[3]
- 2012: Nominacja Nowe Horyzonty[4] – Konkurs Polskich Filmów Krótkometrażowych
- 2011: Nominacja Tofifest – FROM POLAND. Konkurs Polski[5]